# Elsa Osorio

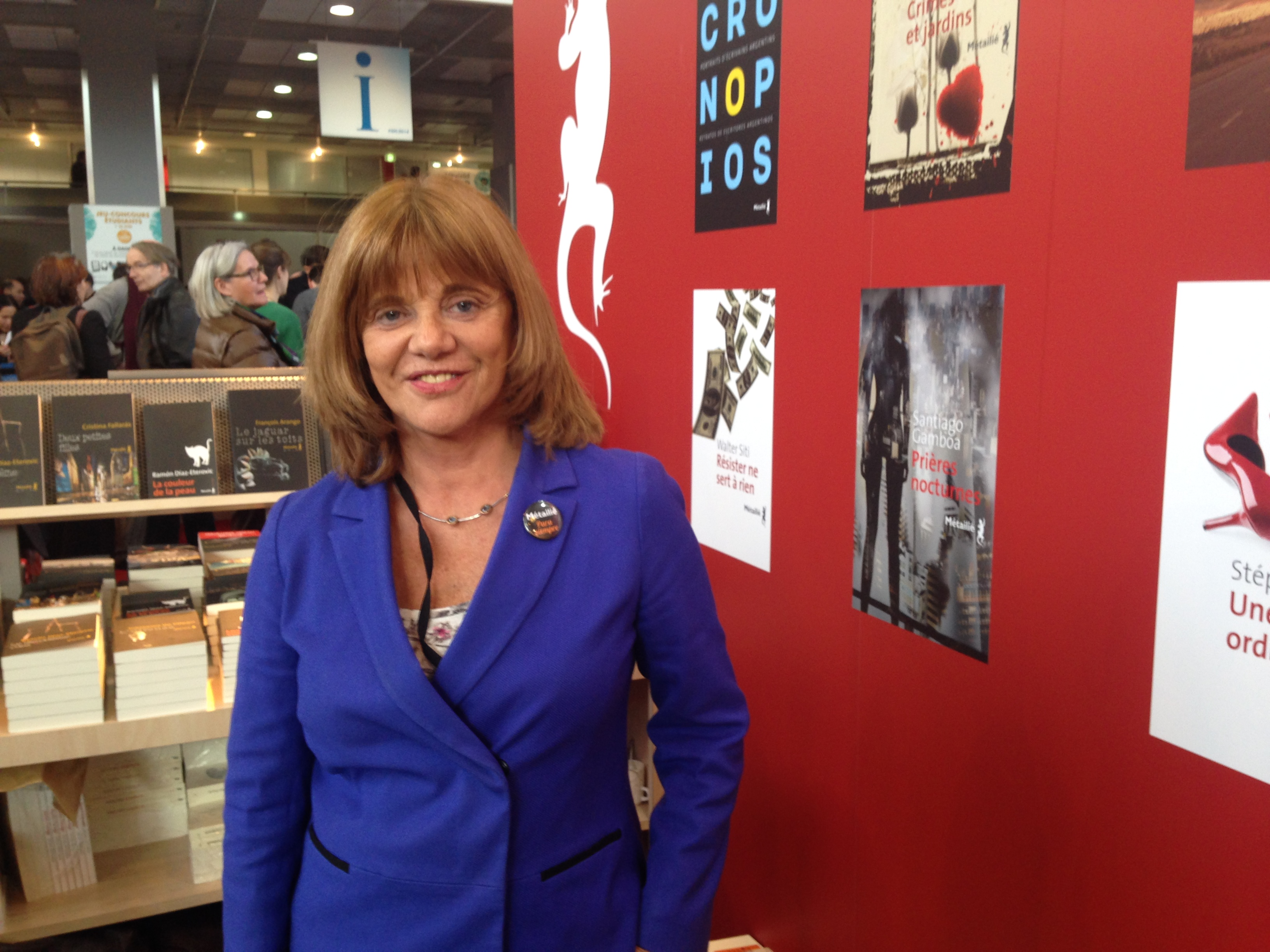
Elsa Osorio, 2014.

Elsa Osorio nació en Buenos Aires, Argentina en el año 1952. Narradora, es una de las escritoras argentinas con mayor proyección internacional y su obra está traducida a 26 idiomas.
Es profesora en Letras. Coordina talleres de narrativa y participa activamente en la defensa de los Derechos Humanos. Actualmente reside en Buenos Aires, pero pasa largos meses del año en Francia y otros países.
Su primer libro, Ritos Privados (1982) obtuvo la Mención Especial del Premio Nacional de Literatura.
En 1991 escribió, junto a Alberto Fischerman, el guion del film Ya no hay hombres que obtuvo el Premio ARGENTORES a la mejor comedia. Escribió guiones para el ciclo de televisión Luces y sombras, dirigido por Oscar Barnney Finn y protagonizado por Miguel Ángel Solá, Federico Luppi y China Zorrilla.
Su novela A veinte años, Luz (1998) es considerada un clásico de la literatura latinoamericana. En esta novela se abordó por primera vez el tema del robo y de la apropiación de niños durante la dictadura argentina. Hasta ese momento no existían casos de jóvenes que buscaran su propia identidad, la primera, Paula Cortassa Zapata, coincide con la publicación de la novela en España. Fue finalista del prestigioso Premio Fémina (Francia) y obtuvo el Premio Amnesty International en 1999. En el 2004, el alcalde de Roma Walter Veltroni eligió A veinte años, Luz como su "libro del cuore" y lo regaló a jóvenes voluntarios romanos en un acto oficial. A 22 años de su edición, sigue publicándose en varios países y siendo objeto de estudios especializados. La adaptación para teatro es representada por la Compagnie Thêatre Les Pieds Dans L`Eau en Francia y próximamente será adaptada para el cine.
En el 2007 por la novela Cielo de tango, ampliamente traducida, obtuvo el Premio Biblioteche di Roma, a la mejor novela extranjera y en el 2009, el Premio Letterario Giuseppe Acerbi
En el 2009 escribe Callejón con salida, un volumen de cuentos, traducido a varias lenguas. En Alemania se usa en las escuelas para la enseñanza del español.
La Capitana, Mika, (2012), novela basada en la vida de la revolucionaria argentina Mika Feldman de Etchebéhère, única mujer que comandó una columna en la guerra civil española, fue largamente traducida y llevada al teatro en Italia.
En el 2015 fue condecorada por el Ministerio de Cultura de Francia como Chevalier de L`ordre des arts et des lettres
Su novela más reciente, Doble Fondo (2017), es un policial histórico político en el que se entrelazan dos historias: la de una médica asesinada en Francia en el 2004 y la de una militante montonera prisionera en la ESMA, que es enviada al centro Piloto París, oficina de inteligencia de la Armada argentina.

## Obras
- Ritos Privados (1982)
- Reina Mugre (1989)
- Ya no hay hombres (1991)
- Como tenerlo todo (1993)
- Las Malas lenguas (1994)
- A veinte años, Luz (1998)
- Cielo de Tango (2006)
- Callejón con salida (2009)
- La Capitana ( 2012)
- Doble Fondo (2017)

## Críticas y enlaces
"A veinte años, Luz"
- Alemania: http://www.spiegel.de/spiegel/print/d-17817528.html
- Italia: http://www.comune.roma.it/pcr/it/newsview.page?contentId=NEW134605
- Francia: http://thlespiedsdansleau.free.fr/pdl/

"La Capitana"
- Argentina: https://www.youtube.com/watch?v=QmvERI_HA7c

"Doble Fondo"
- Argentina: https://www.infobae.com/grandes-libros/2017/11/29/elsa-osorio-vuelve-a-escribir-sobre-la-memoria-y-los-70-con-una-ficcion-policial-provocadora/
- Argentina: https://www.pagina12.com.ar/80260-es-peligroso-que-en-este-pais-se-pueda-ir-tan-para-atras
- Argentina: https://www.lanacion.com.ar/2109509-resena-doble-fondo-de-elsa-osorio
- España: https://elpais.com/cultura/2018/02/14/babelia/1518616758_342776.html

- Francia: https://www.youtube.com/watch?v=cf6J1vzxx68
- Francia: https://www.lemonde.fr/livres/article/2018/02/22/histoire-d-un-livre-paris-nid-de-tortionnaires-argentins_5260658_3260.html